# Neophlepsius multifarius
Neophlepsius multifarius är en insektsart som beskrevs av Berg 1884. Neophlepsius multifarius ingår i släktet Neophlepsius och familjen dvärgstritar. Inga underarter finns listade i Catalogue of Life.